# Карпов, Михаил Андреевич
Михаил Андреевич Карпов — воевода и наместник во времена правления Ивана IV Васильевича Грозного.
Из дворянского рода Карповы, ветвь Рюриковичи. Второй сын головы Андрея Фёдоровича Карпова. Имел братьев: Афанасия, Фёдора, Петра Андреевичей.

## Биография
В октябре 1551 года написан двести пятнадцатым в третью статью московских детей боярских. В 1559 году наместник в Новгороде-Северском. В 1561 году четвёртый воевода в Юрьеве-Ливонском, собирал ратных людей в Пскове, в апреле второй воевода войск левой руки в походе на Литву. В 1563 году годовал четвёртым воеводою в Юрьеве-Ливонском. В 1564 году второй воевода войск левой руки в Великих Луках. В мае 1565 года указано ему в связи с крымской и литовской угрозами сходиться на берегу Оки с другими воеводами и быть воеводою Сторожевого полка с князем Шуйским, в сентябре воевода в Карачеве. В сентябре 1567 года упомянут наместником в Рыльске. В 1576 году четвёртый воевода в Юрьеве-Польском.
По родословной росписи показан бездетным.